# チーム・ヴィスマ・リースアバイク
チーム・ヴィスマ・リースアバイク（Team Visma | Lease a Bike、UCIチームコード:TVL）は、UCIワールドチームに属する自転車競技チームである。2014年までのチーム名は「ベルキン・プロサイクリング・チーム」、2012年以前のチーム名は以前のメインスポンサー企業名の「ラボバンク」、2013年のメインスポンサー決定前のチーム名は「ブランコ・プロサイクリング・チーム」であった。

## 概要
1983年まで活動していた、TI＝ラレー（TI-Raleigh）がチーム内分裂により解散を余儀なくされ、同チームの主力選手であったヤン・ラースが中心となって、1984年に、クワンテュム・ハレン＝デコソル＝ヨーコ（Kwantum Hallen-Decosol-Yoko）を結成したのが当チームのルーツである。
その後、スーパーコンフェックス＝ヨーコ（Superconfex-Yoko、1987年～1989年）、ブクラー＝コルナゴ＝デッカ（Buckler-Colnago-Decca、1990年～1992年）、ワードパーフェクト＝コルナゴ＝デッカ（Wordperfect-Colnago-Decca、1993年～1994年）、ノヴェル・ソフトウェア＝デッカ（Novell Software-Decca、1995年）という変遷を経て、1996年にラボバンクとなる。
2012年10月19日、ランス・アームストロングのドーピング問題の余波を受けラボバンクが同年限りでのスポンサー撤退を表明。2013年、シンボルネームとして「Blanco（スペイン語で白の意味）」を採用し、ブランコ・プロサイクリング・チーム（Blanco Pro Cycling Team）と名称を変更した。その後6月にベルキンとスポンサー契約を結んだことが発表され、同年のツール・ド・フランス開幕の5日前の6月24日、プレゼンテーションにて新チーム名「ベルキン・プロサイクリング・チーム（Belkin Pro Cycling Team)」が発表された。2015年にオランダの宝くじ公社（LottoNL）と同じくオランダのスーパーマーケットJUMBO（ユンボ）がスポンサーとなり、チーム・ロットNL・ユンボとなった。2019年よりノルウェーのIT企業、非上場会社ヴィスマ(en:Visma)がスポンサーに加わり、チーム・ユンボ・ヴィスマ(Team Jumbo-Visma)となる。
当チームは、UCIワールドカレンダー（旧UCIプロツアー）を中心に活動するロードレースのトップチームの他、UCIヨーロッパツアーの活動が主体の下部組織である、ラボバンク・ディヴェロップメント（Rabobank Development Team）や、シクロクロス専門チームも抱えている。

### チーム力の変遷
チーム結成当初は、アドリ・ファンデルプール（1996年）、リハルト・フルネンダール（2000年）がエリートで、スヴェン・ネイス（1998年、2005年にはエリートでも優勝）、テイス・フェルハーヘン（2002年）がU23で、それぞれ世界選手権を制したことで、シクロクロスにおける活躍が目覚しかったが、2001年のUCI・ロードワールドカップで総合優勝を果たしたエリック・デッケルがきっかけとなってロードレースにおける活躍の場も広がり、エリックの他、レオン・ファンボン、ロビー・マキュアン、マイケル・ボーヘルト、カルステン・クローンらがツール・ド・フランスにおいて区間優勝を果たし、チーム力が次第に強化されていった。
2004年、現役生活の晩年に当チームの選手として在籍していたエリック・ブロイキンクがチームディレクターに就任すると、グランツールで総合優勝を狙えるチーム力を作り上げていくことになる。同年、2003年に加入したオスカル・フレイレが、自身3度目となる、世界選手権・個人ロードを制覇。
2005年、2003年に加入したミカエル・ラスムッセンが、ツール・ド・フランスで山岳賞を獲得。そして、同年に加入したデニス・メンショフは、同年のブエルタ・ア・エスパーニャで総合優勝を果たした。そしてシクロクロスでは、ネイスが世界選手権をはじめ、他の3シリーズ大会でも総合優勝を果たし、シクロクロス史上初のグランドスラムを達成。
2006年、再びラスムッセンがツール・ド・フランスで山岳賞を獲得。またトーマス・デッケルが、UCIプロツアー対象レースとしては史上最年少となる21歳6ヶ月の年齢で、ティレーノ〜アドリアティコにおいて総合優勝を果たした。
2007年、ラスムッセンはツール・ド・フランス第16ステージまで総合首位を堅持し、チーム史上初のツール総合優勝制覇に王手をかけていた。ところが、同年6月、当チームに対し、抜き打ちドーピング検査で義務付けられている所在地を偽って報告していたことを理由に、同ステージ終了後に突然契約を打ち切る処置を取った。一方、同年のブエルタで、メンショフが2度目の総合優勝を果たし、チームに2度目のグランツール制覇をもたらした。
2008年、フレイレがツール・ド・フランスでポイント賞を獲得。また、ラース・ボームがシクロクロス世界選手権で優勝。
2009年、名実ともにチームリーダーとなったメンショフが、ジロ・デ・イタリアで総合優勝を果たした。
2011年にメンショフが移籍した後は、ロベルト・ヘーシンク、バウク・モレマ、ステーフェン・クラウスヴァイクといった地元オランダの中堅選手達がステージレースで好成績を残した。
2012年、USADA（英語版）によってランス・アームストロングのドーピング問題など、過去のUSポスタルチーム内部のドーピングスキャンダルが明らかにされ、これに関与していた選手やスポンサー、関係機関のみならず、その影響は運営・活動を行なっているチームにまでに波及した。ラボバンクは10月19日、2012年12月31日限りでの男女プロロードチームからのスポンサー撤退を発表した。
2013年、ラボバンクのスポンサー撤退に伴い、「ブランコ・プロサイクリング・チーム」（Blanco Pro Cycling Team）と名称を変更。ラボバンク社は2013年度のチーム活動資金を確約しており、同チームはラボバンク名義ですでにUCIワールドツアーライセンスを更新済みであった。

## 主な戦績

### 2016年
- ジロ・デ・イタリア　区間優勝　プリモシュ・ログリッチ（第9ステージ・個人タイムトライアル）
- ベルギー選手権　優勝　ヴィクトール・カンペナールツ（個人タイムトライアル）
- オランダ選手権　優勝　ディラン・フルーネヴェーヘン（ロードレース）
- ブエルタ・ア・エスパーニャ　区間優勝　ロベルト・ヘーシンク（第14ステージ）
- エネコ・ツアー　区間優勝　ディラン・フルーネヴェーヘン（第1ステージ）

### 2017年
- ブエルタ・アル・パイス・バスコ　区間優勝　プリモシュ・ログリッチ（第4ステージ）
- ジロ・デ・イタリア　区間優勝　ヨス・ファン・エムデン（第21ステージ）
- クリテリウム・デュ・ドーフィネ　山岳賞　クーン・バウマン（第3ステージ優勝）
- ツール・ド・フランス 区間優勝　プリモシュ・ログリッチ（第17ステージ）、ディラン・フルーネヴェーヘン（第21ステージ）
- ヨーロッパ選手権　 優勝　ヴィクトール・カンペナールツ（個人タイムトライアル）
- ビンクバンク・ツアー　区間優勝　ラース・ボーム（第5ステージ）

### 2018年
- パリ～ニース　区間優勝　ディラン・フルーネヴェーヘン（第2ステージ）
- ティレーノ～アドリアティコ　区間優勝　プリモシュ・ログリッチ（第3ステージ）
- イツリア・バスク・カントリー　 総合優勝、ポイント賞　プリモシュ・ログリッチ（第4ステージ優勝・個人タイムトライアル）
- ツール・ド・ロマンディ　 総合優勝　プリモシュ・ログリッチ
- ジロ・デ・イタリア　区間優勝　エンリーコ・バッタリン（第5ステージ）
- ツール・ド・フランス 区間優勝　ディラン・フルーネヴェーヘン（第7,8ステージ）、プリモシュ・ログリッチ（第19ステージ）
- ツアー・オブ・広西　区間優勝　ディラン・フルーネヴェーヘン（第1ステージ）

### 2019年
- UAEツアー　
  -  総合優勝　プリモシュ・ログリッチ（第6ステージ優勝）
  - 区間優勝（第1ステージ・チームタイムトライアル）
- パリ～ニース　区間優勝　ディラン・フルーネヴェーヘン（第1,2ステージ）
- ティレーノ〜アドリアティコ　 総合優勝　プリモシュ・ログリッチ
- ツール・ド・ロマンディ　 総合優勝、 ポイント賞、区間優勝（第1、4ステージ、第5ステージ・個人タイムトライアル） プリモシュ・ログリッチ
- ジロ・デ・イタリア　区間優勝　プリモシュ・ログリッチ（第1ステージ・個人タイムトライアル）
- クリテリウム・デュ・ドフィネ　区間優勝　ワウト・ファン・アールト（第4ステージ・個人タイムトライアル、第5ステージ）
- ツール・ド・スイス　区間優勝　アントワン・トルーク（英語版）（第6ステージ）
- ツール・ド・フランス　区間優勝　マイク・トゥニセン（第1ステージ）、第2ステージ・チームタイムトライアル、ディラン・フルーネヴェーヘン（第7ステージ）、ワウト・ファン・アールト（第10ステージ）
- ツール・ド・ポローニュ　区間優勝　ヨナス・ヴィンゲゴー（第6ステージ）
- ビンクバンク・ツアー　 総合優勝　ローレンス・デプルス
- ブエルタ・ア・エスパーニャ
  -  総合優勝、 ポイント賞　プリモシュ・ログリッチ（第10ステージ・個人タイムトライアル優勝）
  - 区間優勝　セップ・クス（第15ステージ）

### 2020年
- UAEツアー　区間優勝　ディラン・フルーネヴェーヘン（第4ステージ）
- ストラーデ・ビアンケ　優勝　ワウト・ファン・アールト
- ミラノ〜サンレモ　優勝　ワウト・ファン・アールト
- クリテリウム・デュ・ドフィネ　区間優勝　ワウト・ファン・アールト（第1ステージ）、プリモシュ・ログリッチ（第2ステージ）、セップ・クス（第5ステージ）
- ツール・ド・フランス
  - 総合2位　プリモシュ・ログリッチ（第4ステージ優勝）
  - 区間優勝　ワウト・ファン・アールト（第5,7ステージ）
- リエージュ〜バストーニュ〜リエージュ　優勝　プリモシュ・ログリッチ
- ブエルタ・ア・エスパーニャ　 総合優勝、 ポイント賞　プリモシュ・ログリッチ（第1,8,10ステージ、第13ステージ・個人タイムトライアル優勝）

### 2021年
- UAEツアー　区間優勝　ヨナス・ヴィンゲゴー（第5ステージ）
- パリ〜ニース　区間優勝　プリモシュ・ログリッチ（第4,6,7ステージ）
- ティレーノ〜アドリアティコ　区間優勝　ワウト・ファン・アールト（第1ステージ、第7ステージ・個人タイムトライアル）
- ヘント〜ウェヴェルヘム　優勝　ワウト・ファン・アールト
- イツリア・バスク・カントリー　 総合優勝（第1ステージ・個人タイムトライアル優勝）
- アムステルゴールドレース　優勝　ワウト・ファン・アールト
- オランダ選手権　優勝　トム・デュムラン（個人タイムトライアル）、ティモ・ローセン（英語版）（ロードレース）
- ノルウェー選手権　優勝　トビアス・フォス（英語版）（個人タイムトライアル、ロードレース）
- ドイツ選手権　優勝　トニー・マルティン（個人タイムトライアル）
- ベルギー選手権　優勝　ワウト・ファン・アールト（ロードレース）
- ツール・ド・フランス　区間優勝　ワウト・ファン・アールト（第11ステージ、第20ステージ・個人タイムトライアル、第21ステージ）、セップ・クス（第15ステージ）
- ブエルタ・ア・エスパーニャ　 総合優勝　プリモシュ・ログリッチ（第1ステージ・個人タイムトライアル、第11,17ステージ、第21ステージ・個人タイムトライアル優勝）

## 2022年陣容
2022年6月28日更新
| 選手名                         | 国籍           | 生年月日               | 前年所属チーム                     |
| ------------------------------ | -------------- | ---------------------- | ---------------------------------- |
| エドアルド・アッフィーニ       | イタリア       | 1996年6月24日（28歳）  |                                    |
| ティシュ・ベノート             | ベルギー       | 1994年3月11日（31歳）  | チームDSM                          |
| クーン・ボウマン               | オランダ       | 1993年12月2日（31歳）  |                                    |
| ダーフィット・デッケル         | オランダ       | 1998年2月2日（27歳）   |                                    |
| ローハン・デニス               | オーストラリア | 1990年5月28日（34歳）  | イネオス・グレナディアス           |
| トム・デュムラン               | オランダ       | 1990年11月11日（34歳） |                                    |
| パスカル・エーンクホーン       | オランダ       | 1997年2月8日（28歳）   |                                    |
| トビアス・フォス               | ノルウェー     | 1997年5月25日（27歳）  |                                    |
| ロベルト・ヘーシンク           | オランダ       | 1986年5月31日（38歳）  |                                    |
| クリス・ハーパー               | オーストラリア | 1994年11月23日（30歳） |                                    |
| ミヒェル・ヘスマン             | ドイツ         | 2001年4月6日（23歳）   | Jumbo–Visma Development Team       |
| レナルト・ホフステイデ         | オランダ       | 1994年12月29日（30歳） |                                    |
| オラフ・コーイ (2/18から)      | オランダ       | 2001年10月17日（23歳） |                                    |
| ステーフェン・クラウスヴァイク | オランダ       | 1987年6月7日（37歳）   |                                    |
| セップ・クス                   | アメリカ合衆国 | 1994年9月13日（30歳）  |                                    |
| クリストフ・ラポルト           | フランス       | 1992年12月11日（32歳） | コフィディス・ソリュシオンクレディ |
| ハイス・レームレイゼ           | オランダ       | 1999年10月23日（25歳） |                                    |
| サム・オーメン                 | オランダ       | 1995年8月15日（29歳）  |                                    |
| プリモシュ・ログリッチ         | スロベニア     | 1989年10月29日（35歳） |                                    |
| ティモ・ローセン               | オランダ       | 1993年1月11日（32歳）  |                                    |
| マイク・テウニッセン           | オランダ       | 1992年8月25日（32歳）  |                                    |
| ミラン・ファデル               | オランダ       | 1996年2月18日（29歳）  | KMC Orbea                          |
| ワウト・ファン・アールト       | ベルギー       | 1994年9月15日（30歳）  |                                    |
| トッシュ・ヴァンデルサンデ     | ベルギー       | 1990年11月28日（34歳） | ロット・ソウダル                   |
| ミック・ファンデイク           | オランダ       | 2000年3月15日（24歳）  | Jumbo–Visma Development Team       |
| ティム・ファンデイク           | ベルギー       | 2000年3月15日（24歳）  | Jumbo–Visma Development Team       |
| ヨス・ファン・エムデン         | オランダ       | 1985年2月18日（40歳）  |                                    |
| ネイサン・ファンホーイドンク   | ベルギー       | 1995年10月12日（29歳） |                                    |
| ヨナス・ヴィンゲゴー           | デンマーク     | 1996年12月10日（28歳） |                                    |

## 歴代陣容
| 2021年陣容                       | 2021年陣容       | 2021年陣容             | 2021年陣容                   |
| 選手名                           | 国籍             | 生年月日               | 前年所属チーム               |
| -------------------------------- | ---------------- | ---------------------- | ---------------------------- |
| エドアルド・アッフィーニ         | イタリア         | 1996年6月24日（28歳）  | ミッチェルトン・スコット     |
| ジョージ・ベネット               | ニュージーランド | 1990年4月7日（34歳）   |                              |
| クーン・ボウマン                 | オランダ         | 1993年12月2日（31歳）  |                              |
| デービッド・デッケル             | オランダ         | 1998年2月2日（27歳）   | SEG Racing Academy           |
| トム・デュムラン                 | オランダ         | 1990年11月11日（34歳） |                              |
| パスカル・エーンクホーン         | オランダ         | 1997年2月8日（28歳）   |                              |
| トビアス・フォス                 | ノルウェー       | 1997年5月25日（27歳）  |                              |
| ロベルト・ヘーシンク             | オランダ         | 1986年5月31日（38歳）  |                              |
| ディラン・フルーネヴェーヘン     | オランダ         | 1993年6月21日（31歳）  |                              |
| クリス・ハーパー                 | オーストラリア   | 1994年11月23日（30歳） |                              |
| レナルト・ホフステイデ           | オランダ         | 1994年12月29日（30歳） |                              |
| オラフ・コーイ (2/18から)        | オランダ         | 2001年10月17日（23歳） | Jumbo–Visma Development Team |
| ステーフェン・クラウスヴァイク   | オランダ         | 1987年6月7日（37歳）   |                              |
| セップ・クス                     | アメリカ合衆国   | 1994年9月13日（30歳）  |                              |
| ハイス・レームレイゼ             | オランダ         | 1999年10月23日（25歳） | Jumbo–Visma Development Team |
| ポール・マルテンス (5/30まで)    | ドイツ           | 1983年10月26日（41歳） |                              |
| トニー・マルティン               | ドイツ           | 1985年4月23日（39歳）  |                              |
| サム・オーメン                   | オランダ         | 1995年8月15日（29歳）  | チーム・サンウェブ           |
| クリストフ・フィングステン       | ドイツ           | 1987年11月20日（37歳） |                              |
| プリモシュ・ログリッチ           | スロベニア       | 1989年10月29日（35歳） |                              |
| ティモ・ローセン                 | オランダ         | 1993年1月11日（32歳）  |                              |
| マイク・テウニッセン             | オランダ         | 1992年8月25日（32歳）  |                              |
| アントワン・トールク             | オランダ         | 1994年4月29日（30歳）  |                              |
| ワウト・ファン・アールト         | ベルギー         | 1994年9月15日（30歳）  |                              |
| ヨス・ファン・エムデン           | オランダ         | 1985年2月18日（40歳）  |                              |
| ネイサン・ファンホーイドンク     | ベルギー         | 1995年10月12日（29歳） | CCCチーム                    |
| ヨナス・ヴィンゲゴー             | デンマーク       | 1996年12月10日（28歳） |                              |
| マールテン・ワイナンツ (4/4まで) | ベルギー         | 1982年5月13日（42歳）  |                              |

| 2020年陣容                     | 2020年陣容       | 2020年陣容             | 2020年陣容                       |
| 選手名                         | 国籍             | 生年月日               | 前年所属チーム                   |
| ------------------------------ | ---------------- | ---------------------- | -------------------------------- |
| ジョージ・ベネット             | ニュージーランド | 1990年4月7日（34歳）   |                                  |
| クーン・ボウマン               | オランダ         | 1993年12月2日（31歳）  |                                  |
| ローレンス・デプルス           | ベルギー         | 1995年9月4日（29歳）   |                                  |
| トム・デュムラン               | オランダ         | 1990年11月11日（34歳） | チーム・サンウェブ               |
| パスカル・エーンクホーン       | オランダ         | 1997年2月8日（28歳）   |                                  |
| トビアス・フォス               | ノルウェー       | 1997年5月25日（27歳）  | Uno-X Norwegian Development Team |
| ロベルト・ヘーシンク           | オランダ         | 1986年5月31日（38歳）  |                                  |
| ディラン・フルーネヴェーヘン   | オランダ         | 1993年6月21日（31歳）  |                                  |
| クリス・ハーパー               | オーストラリア   | 1994年11月23日（30歳） | Team BridgeLane                  |
| レナード・ホフステッド         | オランダ         | 1994年12月29日（30歳） |                                  |
| アムントグレンダール・ヤンセン | ノルウェー       | 1994年4月11日（30歳）  |                                  |
| ステーフェン・クラウスヴァイク | オランダ         | 1987年6月7日（37歳）   |                                  |
| セップ・クス                   | アメリカ合衆国   | 1994年9月13日（30歳）  |                                  |
| トム・レーゼル                 | オランダ         | 1985年12月26日（39歳） |                                  |
| ベアトヤン・リンデマン         | オランダ         | 1989年6月16日（35歳）  |                                  |
| パウル・マルテンス             | ドイツ           | 1983年10月26日（41歳） |                                  |
| トニー・マルティン             | ドイツ           | 1985年4月23日（39歳）  |                                  |
| クリストフ・フィングステン     | ドイツ           | 1987年11月20日（37歳） | ボーラ＝ハンスグローエ           |
| プリモシュ・ログリッチ         | スロベニア       | 1989年10月29日（35歳） |                                  |
| ティモ・ローセン               | オランダ         | 1993年1月11日（32歳）  |                                  |
| マイク・テウニッセン           | オランダ         | 1992年8月25日（32歳）  |                                  |
| アントワン・トールク           | オランダ         | 1994年4月29日（30歳）  |                                  |
| ワウト・ファン・アールト       | ベルギー         | 1994年9月15日（30歳）  |                                  |
| タコ・ファンデルホールン       | オランダ         | 1993年12月4日（31歳）  |                                  |
| ヨス・ファン・エムデン         | オランダ         | 1985年2月18日（40歳）  |                                  |
| ヨナス・ヴィンゲゴー           | デンマーク       | 1996年12月10日（28歳） |                                  |
| マールテン・ワイナンツ         | ベルギー         | 1982年5月13日（42歳）  |                                  |

| 2019年陣容                     | 2019年陣容       | 2019年陣容             | 2019年陣容                    |
| 選手名                         | 国籍             | 生年月日               | 前年所属チーム                |
| ------------------------------ | ---------------- | ---------------------- | ----------------------------- |
| ジョージ・ベネット             | ニュージーランド | 1990年4月7日（34歳）   |                               |
| クーン・ボウマン               | オランダ         | 1993年12月2日（31歳）  |                               |
| ローレンス・デプルス           | ベルギー         | 1995年9月4日（29歳）   | クイックステップ・フロアーズ  |
| フローリス・デティエ           | ベルギー         | 1992年1月20日（33歳）  |                               |
| パスカル・エーンクホーン       | オランダ         | 1997年2月8日（28歳）   |                               |
| ロベルト・ヘーシンク           | オランダ         | 1986年5月31日（38歳）  |                               |
| ディラン・フルーネヴェーヘン   | オランダ         | 1993年6月21日（31歳）  |                               |
| レナード・ホフステッド         | オランダ         | 1994年12月29日（30歳） | チーム・サンウェブ            |
| アムントグレンダール・ヤンセン | ノルウェー       | 1994年4月11日（30歳）  |                               |
| ステーフェン・クラウスヴァイク | オランダ         | 1987年6月7日（37歳）   |                               |
| セップ・クス                   | アメリカ合衆国   | 1994年9月13日（30歳）  |                               |
| トム・レーザー                 | オランダ         | 1985年12月26日（39歳） |                               |
| ベアトヤン・リンデマン         | オランダ         | 1989年6月16日（35歳）  |                               |
| パウル・マルテンス             | ドイツ           | 1983年10月26日（41歳） |                               |
| トニー・マルティン             | ドイツ           | 1985年4月23日（39歳）  | カチューシャ・アルペシン      |
| ダーン・オリヴィエ (5/1まで)   | オランダ         | 1992年11月24日（32歳） |                               |
| ニールソン・ポーレス           | アメリカ合衆国   | 1996年9月3日（28歳）   |                               |
| プリモシュ・ログリッチ         | スロベニア       | 1989年10月29日（35歳） |                               |
| ティモ・ローセン               | オランダ         | 1993年1月11日（32歳）  |                               |
| マイク・テウニッセン           | オランダ         | 1992年8月25日（32歳）  | チーム・サンウェブ            |
| アントワン・トルホーク         | オランダ         | 1994年4月29日（30歳）  |                               |
| ワウト・ファン・アールト       | ベルギー         | 1994年9月15日（30歳）  | Vérandas Willems–Crelan       |
| タコ・ファンデルホールン       | オランダ         | 1993年12月4日（31歳）  | Roompot - Nederlandse Loterij |
| ヨス・ファン・エムデン         | オランダ         | 1985年2月18日（40歳）  |                               |
| ダニー・ファン・ポッペル       | オランダ         | 1993年7月26日（31歳）  |                               |
| ヨナス・ヴィンゲゴー           | デンマーク       | 1996年12月10日（28歳） | Team ColoQuick                |
| マールテン・ワイナンツ         | ベルギー         | 1982年5月13日（42歳）  |                               |

| 2018年陣容                     | 2018年陣容       | 2018年陣容             | 2018年陣容                     |
| 選手名                         | 国籍             | 生年月日               | 前年所属チーム                 |
| ------------------------------ | ---------------- | ---------------------- | ------------------------------ |
| エンリーコ・バッタリン         | イタリア         | 1989年11月17日（35歳） |                                |
| ジョージ・ベネット             | ニュージーランド | 1990年4月7日（34歳）   |                                |
| ラース・ボーム                 | オランダ         | 1985年12月30日（39歳） |                                |
| クーン・ボウマン               | オランダ         | 1993年12月2日（31歳）  |                                |
| ステフ・クレメント             | オランダ         | 1982年9月24日（42歳）  |                                |
| フローリス・デティエ           | ベルギー         | 1992年1月20日（33歳）  |                                |
| パスカル・エーンクホーン       | オランダ         | 1997年2月8日（28歳）   | BMCデヴェロップメントチーム    |
| ロベルト・ヘーシンク           | オランダ         | 1986年5月31日（38歳）  |                                |
| ディラン・フルーネヴェーヘン   | オランダ         | 1993年6月21日（31歳）  |                                |
| アムントグレンダール・ヤンセン | ノルウェー       | 1994年4月11日（30歳）  |                                |
| ステーフェン・クラウスヴァイク | オランダ         | 1987年6月7日（37歳）   |                                |
| セップ・クス                   | アメリカ合衆国   | 1994年9月13日（30歳）  | ラリー・サイクリング           |
| トム・レーザー                 | オランダ         | 1985年12月26日（39歳） |                                |
| ベアトヤン・リンデマン         | オランダ         | 1989年6月16日（35歳）  |                                |
| パウル・マルテンス             | ドイツ           | 1983年10月26日（41歳） |                                |
| ダーン・オリヴィエ             | オランダ         | 1992年11月24日（32歳） |                                |
| ニールソン・ポーレス           | アメリカ合衆国   | 1996年9月3日（28歳）   | アクセオン・ヘーゲンズバーマン |
| プリモシュ・ログリッチ         | スロベニア       | 1989年10月29日（35歳） |                                |
| ティモ・ローセン               | オランダ         | 1993年1月11日（32歳）  |                                |
| ブラム・タンキンク             | オランダ         | 1978年12月3日（46歳）  |                                |
| アントワン・トルホーク         | オランダ         | 1994年4月29日（30歳）  |                                |
| ヨス・ファン・エムデン         | オランダ         | 1985年2月18日（40歳）  |                                |
| ハイス・ファン・フック         | ベルギー         | 1991年11月12日（33歳） |                                |
| ダニー・ファン・ポッペル       | オランダ         | 1993年7月26日（31歳）  | チームスカイ                   |
| ローベルト・ヴァーグナー       | ドイツ           | 1983年4月17日（41歳）  |                                |
| マールテン・ワイナンツ         | ベルギー         | 1982年5月13日（42歳）  |                                |

| 2017年陣容                     | 2017年陣容       | 2017年陣容             | 2017年陣容                               | 2017年陣容                            |
| 選手名                         | 国籍             | 生年月日               | 前年所属チーム                           | 翌年所属チーム                        |
| ------------------------------ | ---------------- | ---------------------- | ---------------------------------------- | ------------------------------------- |
| エンリーコ・バッタリン         | イタリア         | 1989年11月17日（35歳） |                                          |                                       |
| ジョージ・ベネット             | ニュージーランド | 1990年4月7日（34歳）   |                                          |                                       |
| ラース・ボーム                 | オランダ         | 1985年12月30日（39歳） | アスタナ・プロチーム                     |                                       |
| クーン・ボウマン               | オランダ         | 1993年12月2日（31歳）  |                                          |                                       |
| ヴィクトール・カンペナールツ   | ベルギー         | 1991年10月28日（33歳） |                                          | ロット・ソウダル                      |
| トワン・カストランツ           | オランダ         | 1989年1月23日（36歳）  |                                          | 引退                                  |
| ステフ・クレメント             | オランダ         | 1982年9月24日（42歳）  | IAMサイクリング                          |                                       |
| フローリス・デティエ           | ベルギー         | 1992年1月20日（33歳）  | トップスポートフラーンデレン・バロワーズ |                                       |
| ロベルト・ヘーシンク           | オランダ         | 1986年5月31日（38歳）  |                                          |                                       |
| ディラン・フルーネヴェーヘン   | オランダ         | 1993年6月21日（31歳）  |                                          |                                       |
| アムントグレンダール・ヤンセン | ノルウェー       | 1994年4月11日（30歳）  | チーム ヨーケル・ビグトルゲ              |                                       |
| マルティン・ケイゼル           | オランダ         | 1988年3月25日（36歳）  |                                          | 未定                                  |
| ステーフェン・クラウスヴァイク | オランダ         | 1987年6月7日（37歳）   |                                          |                                       |
| ステフェン・ラメルティンク     | オランダ         | 1993年12月4日（31歳）  |                                          | ヴィタルコンセプト サイクリングクラブ |
| トム・レーザー                 | オランダ         | 1985年12月26日（39歳） |                                          |                                       |
| ベアトヤン・リンデマン         | オランダ         | 1989年6月16日（35歳）  |                                          |                                       |
| ファンホセ・ロバト             | スペイン         | 1988年12月30日（36歳） | モビスター・チーム                       | NIPPO・ヴィーニファンティーニ         |
| パウル・マルテンス             | ドイツ           | 1983年10月26日（41歳） |                                          |                                       |
| ダーン・オリヴィエ             | オランダ         | 1992年11月24日（32歳） | 無所属                                   |                                       |
| プリモシュ・ログリッチ         | スロベニア       | 1989年10月29日（35歳） |                                          |                                       |
| ティモ・ローセン               | オランダ         | 1993年1月11日（32歳）  |                                          |                                       |
| ブラム・タンキンク             | オランダ         | 1978年12月3日（46歳）  |                                          |                                       |
| アントワン・トルホーク         | オランダ         | 1994年4月29日（30歳）  | ルームポット・オラニエプロトン           |                                       |
| ハイス・ヴァンフック           | ベルギー         | 1991年11月12日（33歳） | トップスポートフラーンデレン・バロワーズ |                                       |
| ヨス・ファン・エムデン         | オランダ         | 1985年2月18日（40歳）  |                                          |                                       |
| ユルヘン・ファンデンブルック   | ベルギー         | 1983年2月1日（42歳）   | チーム・カチューシャ                     | 引退                                  |
| アレクセイ・ヴァーミューレン   | アメリカ合衆国   | 1994年12月16日（30歳） |                                          | インタープロ・ストラダリサイクリング  |
| ローベルト・ヴァーグナー       | ドイツ           | 1983年4月17日（41歳）  |                                          |                                       |
| マールテン・ワイナンツ         | ベルギー         | 1982年5月13日（42歳）  |                                          |                                       |

| 2011年陣容                     | 2011年陣容     | 2011年陣容     | 2011年陣容                         |
| 選手名                         | 国籍           | 生年月日       | 前年所属チーム                     |
| ------------------------------ | -------------- | -------------- | ---------------------------------- |
| カルロス・バレード             | スペイン       | 1981年6月5日   | クイックステップ                   |
| ラース・ボーム                 | オランダ       | 1985年12月30日 |                                    |
| テオ・ボス                     | オランダ       | 1983年8月22日  | サーヴェロ・テストチーム           |
| マティ・ブレシェル             | デンマーク     | 1984年8月31日  | チーム・サクソバンク               |
| グレーム・ブラウン             | オーストラリア | 1979年4月9日   |                                    |
| ステフ・クレメント             | オランダ       | 1982年9月24日  |                                    |
| リック・フレンス               | オランダ       | 1983年4月11日  |                                    |
| フアン・マヌエル・ガラテ       | スペイン       | 1976年4月24日  |                                    |
| ロベルト・ヘーシンク           | オランダ       | 1986年5月31日  |                                    |
| ステヴェン・クリュイスウェイク | オランダ       | 1987年6月7日   |                                    |
| セバスティアン・ランヘヴェルト | オランダ       | 1985年1月17日  |                                    |
| トム・レーゼル                 | オランダ       | 1985年12月26日 |                                    |
| パウル・マルテンス             | ドイツ         | 1983年10月26日 |                                    |
| マイケル・マシューズ           | オーストラリア | 1990年9月26日  | チーム・ジェイコ - スキンズ        |
| バウク・モレマ                 | オランダ       | 1986年11月26日 |                                    |
| グリシャ・ニールマン           | ドイツ         | 1975年11月3日  |                                    |
| ルイス・レオン・サンチェス     | スペイン       | 1983年11月24日 | ケス・デパーニュ                   |
| トム・スラフテル               | オランダ       | 1989年7月1日   | ラボバンク・コンチネンタルより昇格 |
| ブラム・タンキンク             | オランダ       | 1978年12月3日  |                                    |
| ラウレンス・テン・ダム         | オランダ       | 1980年11月13日 |                                    |
| マールテン・チャリンヒー       | オランダ       | 1977年11月5日  |                                    |
| ヨス・ファン・エムデン         | オランダ       | 1985年2月18日  |                                    |
| デニス・ファン・ウィンデン     | オランダ       | 1987年12月2日  |                                    |
| マールテン・ワイナンツ         | ベルギー       | 1982年5月13日  | クイックステップ                   |

| 2012年陣容                     | 2012年陣容     | 2012年陣容     | 2012年陣容                         |
| 選手名                         | 国籍           | 生年月日       | 前年所属チーム                     |
| ------------------------------ | -------------- | -------------- | ---------------------------------- |
| カルロス・バレード             | スペイン       | 1981年6月5日   |                                    |
| イェトス・ボル                 | オランダ       | 1989年9月8日   | ラボバンク・コンチネンタルより昇格 |
| ラース・ボーム                 | オランダ       | 1985年12月30日 |                                    |
| テオ・ボス                     | オランダ       | 1983年8月22日  |                                    |
| マティ・ブレシェル             | デンマーク     | 1984年8月31日  |                                    |
| グレーム・ブラウン             | オーストラリア | 1979年4月9日   |                                    |
| ステフ・クレメント             | オランダ       | 1982年9月24日  |                                    |
| リック・フレンス               | オランダ       | 1983年4月11日  |                                    |
| フアン・マヌエル・ガラテ       | スペイン       | 1976年4月24日  |                                    |
| ロベルト・ヘーシンク           | オランダ       | 1986年5月31日  |                                    |
| ウィルコ・ケルダーマン         | オランダ       | 1991年3月25日  | ラボバンク・コンチネンタルより昇格 |
| ステーフェン・クラウスヴァイク | オランダ       | 1987年6月7日   |                                    |
| トム・レーザー                 | オランダ       | 1985年12月26日 |                                    |
| パウル・マルテンス             | ドイツ         | 1983年10月26日 |                                    |
| マイケル・マシューズ           | オーストラリア | 1990年9月26日  |                                    |
| バウク・モレマ                 | オランダ       | 1986年11月26日 |                                    |
| グリシャ・ニールマン           | ドイツ         | 1975年11月3日  |                                    |
| マーク・レンショー             | オーストラリア | 1982年10月22日 | チーム・HTC - ハイロード           |
| ルイス・レオン・サンチェス     | スペイン       | 1983年11月24日 |                                    |
| トム・スラフター               | オランダ       | 1989年7月1日   |                                    |
| ブラム・タンキンク             | オランダ       | 1978年12月3日  |                                    |
| ラウレンス・テン・ダム         | オランダ       | 1980年11月13日 |                                    |
| マールテン・チャリンヒー       | オランダ       | 1977年11月5日  |                                    |
| ヨス・ファン・エムデン         | オランダ       | 1985年2月18日  |                                    |
| デニス・ファン・ウィンデン     | オランダ       | 1987年12月2日  |                                    |
| クン・フェルメルトフロート     | オランダ       | 1988年4月11日  |                                    |
| マールテン・ワイナンツ         | ベルギー       | 1982年5月13日  |                                    |

| 2013年陣容                     | 2013年陣容     | 2013年陣容     | 2013年陣容                         |
| 選手名                         | 国籍           | 生年月日       | 前年所属チーム                     |
| ------------------------------ | -------------- | -------------- | ---------------------------------- |
| ジャック・ボブリッジ           | オーストラリア | 1989年7月13日  | オリカ・グリーンエッジ             |
| イェトス・ボル                 | オランダ       | 1989年9月8日   | ラボバンク・コンチネンタルより昇格 |
| ラース・ボーム                 | オランダ       | 1985年12月30日 |                                    |
| テオ・ボス                     | オランダ       | 1983年8月22日  |                                    |
| マーク・ゴース                 | オランダ       | 1990年11月30日 | ラボバンク・コンチネンタルより昇格 |
| グレーム・ブラウン             | オーストラリア | 1979年4月9日   |                                    |
| ステフ・クレメント             | オランダ       | 1982年9月24日  |                                    |
| リック・フレンス               | オランダ       | 1983年4月11日  |                                    |
| フアン・マヌエル・ガラテ       | スペイン       | 1976年4月24日  |                                    |
| ロベルト・ヘーシンク           | オランダ       | 1986年5月31日  |                                    |
| ウィルコ・ケルダーマン         | オランダ       | 1991年3月25日  | ラボバンク・コンチネンタルより昇格 |
| ステーフェン・クラウスヴァイク | オランダ       | 1987年6月7日   |                                    |
| トム・レーザー                 | オランダ       | 1985年12月26日 |                                    |
| パウル・マルテンス             | ドイツ         | 1983年10月26日 |                                    |
| バウク・モレマ                 | オランダ       | 1986年11月26日 |                                    |
| マーク・レンショー             | オーストラリア | 1982年10月22日 |                                    |
| ルイス・レオン・サンチェス     | スペイン       | 1983年11月24日 |                                    |
| トム・スラフター               | オランダ       | 1989年7月1日   |                                    |
| ブラム・タンキンク             | オランダ       | 1978年12月3日  |                                    |
| ラウレンス・テン・ダム         | オランダ       | 1980年11月13日 |                                    |
| マールテン・チャリンヒー       | オランダ       | 1977年11月5日  |                                    |
| ヨス・ファン・エムデン         | オランダ       | 1985年2月18日  |                                    |
| デニス・ファン・ウィンデン     | オランダ       | 1987年12月2日  |                                    |
| マールテン・ワイナンツ         | ベルギー       | 1982年5月13日  |                                    |
| ローベルト・ヴァーグナー       | ドイツ         | 1983年4月17日  |                                    |
| セプ・ファンマルク             | ベルギー       | 1988年7月28日  |                                    |
| デイビッド・ターナー           | オーストラリア | 1984年9月30日  |                                    |
| モレノ・ホフランド             | オランダ       | 1991年8月31日  | ラボバンク・コンチネンタルより昇格 |
| ラーシュ・ペター・ノードハウグ | ノルウェー     | 1984年5月14日  | チーム・スカイ                     |

| 2016年陣容                     | 2016年陣容       | 2016年陣容             | 2016年陣容                                | 2016年陣容                       |
| 選手名                         | 国籍             | 生年月日               | 前年所属チーム                            | 翌年所属チーム                   |
| ------------------------------ | ---------------- | ---------------------- | ----------------------------------------- | -------------------------------- |
| エンリーコ・バッタリン         | イタリア         | 1989年11月17日（35歳） | バルディアーニ・CSF                       |                                  |
| ジョージ・ベネット             | ニュージーランド | 1990年4月7日（34歳）   |                                           |                                  |
| クーン・ボウマン               | オランダ         | 1993年12月2日（31歳）  | SEGレーシング                             |                                  |
| ヴィクトール・カンペナールツ   | ベルギー         | 1991年10月28日（33歳） | トップスポルト ヴラーンデレン・バロワーズ |                                  |
| トワン・カストランツ           | オランダ         | 1989年1月23日（36歳）  | ベビーダンプ サイクリングチーム           |                                  |
| ロベルト・ヘーシンク           | オランダ         | 1986年5月31日（38歳）  |                                           |                                  |
| ディラン・フルーネヴェーヘン   | オランダ         | 1993年6月21日（31歳）  | チーム ロームポット・オラニエペロトン     |                                  |
| モレノ・ホフラント             | オランダ         | 1991年8月31日（33歳）  |                                           | ロット・ソウダル                 |
| マルティン・ケイゼル           | オランダ         | 1988年3月25日（36歳）  |                                           |                                  |
| ウィルコ・ケルデルマン         | オランダ         | 1991年3月25日（33歳）  |                                           | チーム・サンウェブ               |
| ステーフェン・クラウスヴァイク | オランダ         | 1987年6月7日（37歳）   |                                           |                                  |
| ステフェン・ラメルティンク     | オランダ         | 1993年12月4日（31歳）  | SEGレーシング                             |                                  |
| トム・レーザー                 | オランダ         | 1985年12月26日（39歳） |                                           |                                  |
| ベアトヤン・リンデマン         | オランダ         | 1989年6月16日（35歳）  |                                           |                                  |
| パウル・マルテンス             | ドイツ           | 1983年10月26日（41歳） |                                           |                                  |
| プリモシュ・ログリッチ         | スロベニア       | 1989年10月29日（35歳） | アドリアモービル                          |                                  |
| ティモ・ローセン               | オランダ         | 1993年1月11日（32歳）  |                                           |                                  |
| ブラム・タンキンク             | オランダ         | 1978年12月3日（46歳）  |                                           |                                  |
| マイク・テウニッセン           | オランダ         | 1992年8月25日（32歳）  |                                           | チーム・サンウェブ               |
| マールテン・チャリンギ         | オランダ         | 1977年11月5日（47歳）  |                                           | 引退                             |
| デニス・ファンウィンデン       | オランダ         | 1987年12月2日（37歳）  |                                           |                                  |
| ヨス・ファン・エムデン         | オランダ         | 1985年2月18日（40歳）  |                                           | イスラエルサイクリングアカデミー |
| トム・ヴァンアスブロック       | ベルギー         | 1990年4月19日（34歳）  |                                           | キャノンデール・ドラパック       |
| セップ・ヴァンマルク           | ベルギー         | 1988年7月28日（36歳）  |                                           | キャノンデール・ドラパック       |
| アレクセイ・ヴァーミューレン   | アメリカ合衆国   | 1994年12月16日（30歳） | BMCデヴェロップメントチーム               |                                  |
| ローベルト・ヴァーグナー       | ドイツ           | 1983年4月17日（41歳）  |                                           |                                  |
| マールテン・ワイナンツ         | ベルギー         | 1982年5月13日（42歳）  |                                           |                                  |